# Alfons von Bourbon-Sizilien

Familienwappen des spanischen Königshauses Borbón

Alfons von Bourbon-Sizilien, vollständiger Name Alfonso Maria Leo Christinus Alfonso di Liguori Antonio Francesco Saverio (* 30. November 1901 in Madrid; † 3. Februar 1964 ebenda) war ein Mitglied des Hauses Bourbon und von 1904 bis 1907 als Fürst von Asturien Anwärter auf die spanische Königskrone.

## Leben
Alfons war ein Sohn des Prinzen Carlos-Maria-de-Bourbon-Sizilien (1870–1949) und seiner ersten Frau María de las Mercedes de Borbón (1880–1904), Infantin von Spanien, älteste Tochter des spanischen Königs Alfons XII. und der Erzherzogin Maria Christina von Österreich. Seine Großeltern väterlicherseits waren Prinz Alfons, Graf von Caserta, und Prinzessin Maria Antonia von Bourbon-Sizilien.

Wappen von Asturien

Prinz Alfons war von Geburt an der spanische Thronerbe. Der spanische Thronfolger trägt seit 1388 den Titel „Fürst von Asturien“ (Príncipe de Asturias), nach dem Tod seiner Mutter stand ihm dieser Titel zu, da sein Onkel König Alfons XIII. noch ohne legitime Nachkommen war. Dies änderte sich als dieser 1906 Prinzessin Victoria Eugénie von Battenberg heiratete und ein Jahr später sein erster Sohn, Infant Alfons Pius de Borbón, geboren wurde.
Am 16. April 1936 heiratete Prinz Alfons in der Wiener Minoritenkirche Prinzessin Alice von Bourbon-Parma (1917–2017), Tochter des Titularherzogs Elias von Bourbon-Parma und dessen Frau Erzherzogin Maria Anna von Österreich-Teschen. Aus der Ehe gingen drei Kinder hervor.
Nach dem Spanischen Bürgerkrieg und dem Zweiten Weltkrieg kam der geschickte Taktiker Francisco Franco (1892–1975) den Monarchisten in Spanien entgegen, 1945 sagte er ihnen eine spätere Wiedereinführung der Monarchie zu, und 1947 erließ er ein Gesetz mit der Regelung, dass eine von ihm zu bestimmende Person königlichen Geblüts nach seinem Tode die Nachfolge als Staatsoberhaupt antreten sollte. Zu diesem Zweck wurde sein Sohn, Don Carlos und sein Neffe, der spätere König Juan Carlos I., auf eine gesonderte Schule auf das Amt vorbereitet.
Als der ältere Bruder seines Vaters, der sizilianische Thronfolger Prinz Ferdinand, 1960 mit neunzig Jahren ohne männlichen Nachkommen starb, brach zwischen Alfons und seinem Onkel Prinz Ranieri ein Streit um die sizilianische Thronfolge aus. So wurde der Titel Herzog von Kalabrien, der traditionsgemäß dem sizilianischen Thronanwärter zusteht, von beiden beansprucht und der Streit um den Titel und die Führung des Hauses Bourbon-Sizilien an ihre Nachkommen vererbt.
Die sterblichen Überreste Alfons’ von Bourbon-Sizilien wurden 1964 in die Schloss- und Klosteranlage El Escorial überführt, wo sie zunächst im pudridero des Pantheon der Infanten verwahrt wurden. Es handelt sich dabei um einen öffentlich nicht zugänglichen Raum, in dem die Leichname zunächst verwesen können. 2004 erhielt er seine endgültige Ruhestätte in einem Marmorsarkophag in Kapelle 1 des Pantheon der Infanten.

## Nachkommen
- Theresa (* 1937) ⚭ 1961 Inigo Moreno y Artega, Marques de Laula (* 1934)
- Carlos (1938–2015), Herzog von Calabrien

⚭ 1965 Prinzessin Anne Marguerite Brigitte Marie d’Orléans (* 1938)
- Inés Maria (* 1940) ⚭ 1965 Luis Morales y Aguado (1933–2000)

## Titel, Orden und Ehren

### Titel
- 1901–1964 Prinz von Bourbon-Sizilien
- 1901–1964 Infant von Spanien
- 1904–1907 Fürst von Asturien
- 1960–1964 Herzog von Calabrien

### Orden
- Träger des Orden vom Goldenen Vlies